# 阿爾貝托·瓦基納
阿爾貝托·克萊門蒂諾·安東尼奧·瓦基納（葡萄牙語：Alberto Clementino António Vaquina，1961年7月4日—），莫桑比克醫生，莫桑比克解放阵线成员，前莫桑比克总理。
| 前任： 艾雷斯·阿里 | 莫桑比克总理 2012年至2015年 | 繼任： 卡洛斯·多羅薩里奧 |